# Coatzintla
Coatzintla es una ciudad mexicana situada en el estado de Veracruz, cabecera del municipio homónimo. Forma parte de la zona metropolitana de Poza Rica. Se encuentra a una distancia de 220 km de la capital estatal, Xalapa-Enríquez.
El nombre de la ciudad proviene del náhuatl: coatl, culebra, Tzin, diminutivo reverencial, Tlan, lugar, “Lugar de la culebra pequeña”.

## Historia
Las primeras referencias al lugar indican que ya en la época prehispánica existía como poblado. En 1581 al organizarse como congregación queda sujeto al cantón de Papantla, los registros históricos hacen referencia al reconocimiento de su existencia territorial por don Carlos Romero de la Vega en 1710.
En 1792 se otorgan los títulos de propiedad firmados por el Conde de Revillagigedo, Virrey de la Nueva España.
En 1940 se construye la carretera Poza Rica - Coatzintla, con una longitud de 6 km de los cuales 3 km. pertenecen al municipio de Coatzíntla y que da acceso a varias comunidades. En 1935 La ranchería Poza Rica, se eleva a la categoría de congregación y el poblado de Coatzíntla se eleva a la categoría de villa.
En 1951 tras años de gestiones ante el congreso estatal, la congregación de Poza Rica se separa del municipio de Coatzintla decretándose la creación del municipio de Poza Rica de Hidalgo.

## Geografía
La ciudad de Coatzintla se localiza en el noreste del municipio homónimo, en el noroeste de Veracruz. Se encuentra a una altura media de 77 m s. n. m. y cubre un área de 5.48 km².

### Clima
El clima predominante en Coatzintla es el cálido subhúmedo con lluvias en verano. Tiene una temperatura media anual de 24.9 °C y una precipitación media anual de 1207.6 mm.
| Parámetros climáticos promedio de Coatzintla | Parámetros climáticos promedio de Coatzintla | Parámetros climáticos promedio de Coatzintla | Parámetros climáticos promedio de Coatzintla | Parámetros climáticos promedio de Coatzintla | Parámetros climáticos promedio de Coatzintla | Parámetros climáticos promedio de Coatzintla | Parámetros climáticos promedio de Coatzintla | Parámetros climáticos promedio de Coatzintla | Parámetros climáticos promedio de Coatzintla | Parámetros climáticos promedio de Coatzintla | Parámetros climáticos promedio de Coatzintla | Parámetros climáticos promedio de Coatzintla | Parámetros climáticos promedio de Coatzintla |
| Mes                                          | Ene.                                         | Feb.                                         | Mar.                                         | Abr.                                         | May.                                         | Jun.                                         | Jul.                                         | Ago.                                         | Sep.                                         | Oct.                                         | Nov.                                         | Dic.                                         | Anual                                        |
| -------------------------------------------- | -------------------------------------------- | -------------------------------------------- | -------------------------------------------- | -------------------------------------------- | -------------------------------------------- | -------------------------------------------- | -------------------------------------------- | -------------------------------------------- | -------------------------------------------- | -------------------------------------------- | -------------------------------------------- | -------------------------------------------- | -------------------------------------------- |
| Temp. máx. abs. (°C)                         | 35.0                                         | 37.0                                         | 40.5                                         | 43.5                                         | 44.0                                         | 39.5                                         | 38.5                                         | 40.0                                         | 39.0                                         | 39.0                                         | 34.0                                         | 33.5                                         | 44.0                                         |
| Temp. máx. media (°C)                        | 24.1                                         | 26.3                                         | 29.0                                         | 32.0                                         | 34.1                                         | 34.2                                         | 33.3                                         | 34.0                                         | 32.8                                         | 30.8                                         | 27.7                                         | 25.2                                         | 30.3                                         |
| Temp. media (°C)                             | 18.9                                         | 20.6                                         | 23.2                                         | 26.1                                         | 28.5                                         | 28.9                                         | 28.2                                         | 28.2                                         | 27.6                                         | 25.6                                         | 22.4                                         | 20.5                                         | 24.9                                         |
| Temp. mín. media (°C)                        | 13.6                                         | 15.0                                         | 17.4                                         | 20.2                                         | 22.9                                         | 23.6                                         | 23.1                                         | 23.0                                         | 22.3                                         | 20.4                                         | 17.1                                         | 15.7                                         | 19.5                                         |
| Temp. mín. abs. (°C)                         | 1.0                                          | 6.5                                          | 0.0                                          | 8.5                                          | 12.0                                         | 14.5                                         | 14.0                                         | 14.5                                         | 13.0                                         | 13.0                                         | 10.0                                         | 9.5                                          | 0.0                                          |
| Precipitación total (mm)                     | 54.8                                         | 58.4                                         | 30.8                                         | 63.2                                         | 77.4                                         | 134.7                                        | 112.6                                        | 112.0                                        | 258.4                                        | 155.6                                        | 79.4                                         | 70.3                                         | 1207.6                                       |
| Días de precipitaciones (≥ 1 mm)             | 10.5                                         | 9.1                                          | 6.4                                          | 5.9                                          | 6.8                                          | 8.6                                          | 11.0                                         | 8.5                                          | 12.3                                         | 9.0                                          | 7.9                                          | 10.9                                         | 106.9                                        |
| Fuente: Servicio Meteorológico Nacional.     |                                              |                                              |                                              |                                              |                                              |                                              |                                              |                                              |                                              |                                              |                                              |                                              |                                              |

## Demografía
De acuerdo con el censo realizado en 2020 por el Instituto Nacional de Estadística y Geografía (INEGI), la ciudad de Coatzintla registró un total de 34 039 habitantes, de los que 18 008 eran mujeres y 16 031, hombres.
Para dicho año, la cantidad de viviendas en la ciudad era de 11 363, de las que 10 130 se encontraban habitadas.
| Gráfica de evolución demográfica de Coatzintla entre 1900 y 2020 |
|                                                                  |
| Fuente: Instituto Nacional de Estadística y Geografía.           |